# Lärmbericht
Ein Lärmbericht (auch Lärmschutzbericht) ist ein Bericht, der in regelmäßigen Zeitabständen erstellt und evaluiert wird, um den Lärmpegel an einem Ort zu bestimmen.
Ein Lärmbericht wird häufig nach einer sogenannten „Lärminspektion“ erstellt. Manchmal ist dieser auch Teil eines kompletten Immissionsschutzberichtes. Auf Basis eines Lärmberichts können weitere Entscheidungen getroffen werden, wie zum Beispiel das Bauen einer Lärmschutzwand oder andere Maßnahmen zur Lärmminimierung. Sie enthalten manchmal auch eine Lärmkarte, um den Lärm an bestimmten Orten besser darstellen zu können.

## Einsatzgebiete eines Lärmberichts
Ein Lärmbericht kommt sehr häufig im Flugverkehr zum Einsatz. Auch in Ortschaften und im Bahnverkehr werden Lärmberichte erstellt. Die Erstellung eines Lärmberichts ist essenziell, da Lärm ab einer gewissen Menge die Gesundheit des Menschen beeinträchtigen kann.

### Ortschaften
Lärmberichte werden bei sogenannten Ortsplanungsrevisionen erstellt.
Beim Ausbau der Autobahn A2 wurde ein Lärmbericht von der CDU beantragt, da sich mehrere Bürger über den Lärm der Autobahn beschwert hatten.
Auch bei großen Freiluftveranstaltungen werden Lärmschutzberichte erstellt.

### Bahnverkehr
Die Deutsche Bahn erstellt regelmäßig Lärmberichte und saniert ihre Strecken entsprechend der Ergebnisse.
In der Schweiz erstellt das Bundesamt für Verkehr jährlich einen Bericht zur Entwicklung des Eisenbahnlärms.

### Im Flugverkehr
Im Flugbereich werden Lärmberichte von einem Fluglärmschutzbeauftragten überprüft und ausgewertet.
In Lärmberichten über den Flugverkehr wird neben den Lärmpegeln und anderen signifikanten Daten auch die Anzahl an Lärmbeschwerden aufgelistet.
Die gesetzliche Verpflichtung ergibt sich aus § 19a Luftverkehrsgesetz (LuftVG).

## Kontroversen
Beim Kampfjet F-35 wurde der Lärmbericht lange von der dänischen Regierung verheimlicht.
Der Gemeindeverband Flugverkehr der Gemeinden Allschwil, Arlesheim, Binningen, Bottmingen, Hochwald, Reinach und Schönebuch hat den Lärmbericht der Kantone Basel-Stadt und Basel-Landschaft aus dem Jahr 2015 kritisiert, da sich der Bericht auf eine nüchterne Berichterstattung zur Entwicklung des Flugbetriebs am EuroAirport beschränke. Aus diesem Bericht würde resultieren, dass der Fluglärm nur geringfügig zugenommen hätte.